# 中国女子FAカップ
中国女子FAカップ（ちゅうごくじょし-、簡体字中国語: 中国足球协会女子杯赛）は、中国における女子サッカーのカップ戦である。ノックアウト方式で行われる。
中国サッカー協会が主催するオープントーナメントであり、2006年に第1回大会が開催された。

## 過去の成績
| 年   | 優勝クラブ | スコア            | 準優勝クラブ |
| ---- | ---------- | ----------------- | ------------ |
| 2006 | 上海上視   | 0 - 0 (PK 3 - 1 ) | 天津匯森     |
| 2007 | 天津匯森   | 2 - 1             | 大連実徳     |
| 2008 | 上海上視   | 3 - 1             | 天津匯森     |
| 2009 | 上海上視   | 1 - 0             | 四川剣南春   |
| 2010 | 江蘇華泰   | 7 - 6             | 上海上視     |
| 2011 | 上海上視   | 3 - 2             | 北京八喜     |